# Сергій (Петров Сергій Васильович)
Митрополит Се́ргій (в миру — Сергі́й Васи́льович Петро́в; 5 жовтня 1924, Краснодар — 4 лютого 1990, Одеса) — єпископ Російської Православної Церкви, з 25 травня 1965 — архієпископ (з 17 червня 1971 — митрополит) Херсонський і Одеський.

## Біографія
Народився 5 жовтня 1924 року в місті Краснодар у робочій сім'ї.
16 квітня 1943 року єпископом Таганрозьким Йосифом (Черновим) пострижений у чернецтво і висвячений у ієродиякона.
З 1 червня 1944 року служив у Катерининському соборі Краснодара.
1947 року закінчив Московську духовну семінарію і в 1951 році — Московську духовну академію. Кандидат богослов'я (тема дисертації: «Святитель Алексій як церковно-державний діяч»).
24 червня 1951 року єпископом Можайським Макарієм (Даеву) рукоположений у сан ієромонаха і 22 серпня призначений викладачем Саратовської духовної семінарії.
10 березня 1958 року переведений на посаду помічника інспектора Одеської духовної семінарії; з 7 липня того ж року — інспектор тієї ж семінарії з возведенням у сан ігумена.
26 травня 1959 року — ректор Одеської духовної семінарії в сані архимандрита.
13 березня 1960 року хіротонізований на єпископа Білгород-Дністровського, вікарія Одеської єпархії.
Хіротонію здійснювали митрополит Одеський і Херсонський Борис (Вік), єпископ Оренбурзький і Бузулукський Михайло (Воскресенський), єпископ Новгородський і Староруський Сергій (Голубцов) і єпископ Дмитровський Пимен (Ізвеков).
З 6 березня 1961 року по 9 жовтня 1963 року — єпископ Воронезький і Липецький.
З 9 жовтня 1963 року — архієпископ Мінський і Білоруський; нагороджений правом носіння хреста на клобуку.
25 травня 1965 року — архієпископ Херсонський і Одеський і керуючий Луганською епархією.
В 1969 році захистив в Московській духовній академії магістерську дисертацію «Історія Воронезької єпархії від її установи і до наших днів» (Частина I—IV. 1961—1968).
З 7 жовтня 1976 року став іменуватися Одеським і Херсонським.
У 1977 році (7—22 квітня) очолив групу паломників Руської Православної Церкви в Єрусалим і Святу Землю.
30 вересня 1977 року нагороджений правом носіння двох панагій.
29 липня 1986 року рішенням Священного Синоду був призначений керуючим справами Московської Патріархії і, з 1 вересня того ж року, постійним членом Священного Синоду — замість митрополита Ленінградського Алексія (Рідігера).
16 вересня 1986 року був призначений: 1) головою Відповідальною комісії з реставрації та будівництва в Даниловому монастирі і 2) заступником голови Комісії Священного Синоду з підготовки та проведення святкування 1000-річчя Хрещення Русі, з дорученням йому очолення організаційної робочої групи Комісії.
30 грудня 1987 року визначенням Священного Синоду був звільнений з посади керуючого справами Московської Патріархії.
Упокоївся 4 лютого 1990 в Одесі. Відспівування 7 лютого було здійснено в Одеському Успенському соборі сонмом архієреїв і кліриків на чолі з митрополитом Кримським і Сімфіропольскім Леонтієм (Гудимовим).
Похований на братському кладовищі Одеського Успенського монастиря, поруч з могилою його матері — схимонахині Серафими († 1983).